# 革叶藤菊
革叶藤菊（学名：Cissampelopsis corifolia）为菊科藤菊属下的一个种。分布在缅甸、印度、锡金以及中国大陆的云南、西藏等地，生长于海拔1,500米至2,800米的地区，常生长在混交林中的乔木及灌木上。

## 扩展阅读
- 維基物種上的相關：革叶藤菊